# Marie-Joseph Milscent
Marie-Joseph Milscent (29 septembre 1752, Saulgé-l'Hôpital - 6 juillet 1821, Angers) est un homme politique français.

## Biographie
Lieutenant au présidial d'Angers, il est élu député du tiers aux États généraux par la sénéchaussée de l'Anjou le 20 mars 1789. Les députés d'Anjou tiennent leurs électeurs au courant des événements grâce à la chambre de correspondance élue à cet effet. Le terme « des délais, écrivent-ils, n'est peut-être pas loin d'expirer. Sitôt que la nation sera bien convaincue qu'il n'a rien été oublié de ce qui pourroit tendre à rapprocher les deux ordres privilégiés, qu'en un mot toutes les voies de conciliation ont été employées pour réunir tous les membres de la patrie, l'assemblée des communes se déterminera dès lors à se constituer en un corps national et à régler en cette qualité les intérêts de la nation ».
Il prêta le serment du Jeu de paume, fit partie du comité de judicature, s'occupa surtout de questions judiciaires, fit une motion contre les intermédiaires entre le roi et les communes, demanda compte aux ministres des mesures prises pour prévenir la disette, proposa que la durée de la judicature fût fixée à 10 ans et que le roi ne pût nommer au ministère public, puis donna sa démission.
Au 18 brumaire, il devint président du tribunal d'appel d'Angers le 9 floréal an VIII et fut élu, en germinal an X, par le Sénat conservateur, député de Maine-et-Loire au Corps législatif.
À la réorganisation des tribunaux, le 2 avril 1811, il se vit confirmé dans ses fonctions de président de chambre à la cour d'Angers et fut nommé président de chambre honoraire le 1er juillet 1818.

## Sources
- « Marie-Joseph Milscent », dans Adolphe Robert et Gaston Cougny, Dictionnaire des parlementaires français, Edgar Bourloton, 1889-1891 [détail de l’édition]